# Cordolo
Il cordolo in architettura, (in inglese bond-beam o spreader-beam) è un elemento costruttivo, parte di un moderno edificio in muratura, situato in corrispondenza di ogni piano, costruito lungo il perimetro dei solai per fare da tramite tra il solaio e la muratura sottostante e soprastante. 
Il cordolo è anche un bordo di modesta altezza, solitamente in cemento o pietra, utilizzato per delimitare due aree diverse (in inglese curb o kerb), ad esempio il marciapiede dalla strada, oppure i due sensi di marcia, oppure un'aiuola.

## Cordolo di un edificio
Il cordolo ha la funzione di distribuire i carichi delle murature soprastanti, ma anche di cucire tra loro le murature, in modo che non si aprano sotto l'effetto di determinate sollecitazioni, come ad esempio quelle generate da un sisma.
Il cordolo viene in genere realizzato in cemento armato e quindi è previsto l'uso di tondini longitudinali in acciaio e di staffe. 
Negli anni ottanta e novanta si sono spesso consolidati gli edifici in muratura aggiungendo un cordolo in cemento armato alla sommità delle loro murature. Si è constatato però che esso è un elemento eccessivamente rigido, rispetto alla muratura tradizionale, non benefico nel caso di sollecitazioni dinamiche come quelle sismiche e può essere causa, anzi, in questi casi, di distacchi e crolli. Migliore allo scopo è il cordolo in muratura armata..
Nel caso si utilizzi il cordolo alla base di un muro in cemento armato, diventa una vera e propria opera di fondazione che deve assolvere alla finalità di distribuire adeguatamente i carichi verticali su una superficie di terreno più ampia rispetto alla base del muro, conferendo un adeguato livello di sicurezza.
Aumentando la superficie di appoggio, le tensioni di compressione agenti sul terreno tendono a ridursi in modo tale da essere inferiori ai valori limite di portanza del terreno.
Il cordolo di sommità invece è il cordolo dell'ultima elevazione, che ha le stesse funzioni degli altri, oltre all'importante funzionalità di ridurre le spinte delle travi delle coperture. 
È chiamata cordolo anche la modanatura che percorre la facciata di un edificio e distingue i vari piani (marcapiano).

## Cordolo stradale
In generale il cordolo ha sia funzioni estetiche che strutturali, in quanto costituisce un elemento visibile di confine tra la strada e le strutture esterne alla strada e deve resistere nel tempo a sollecitazioni importanti come la salita di un veicolo.

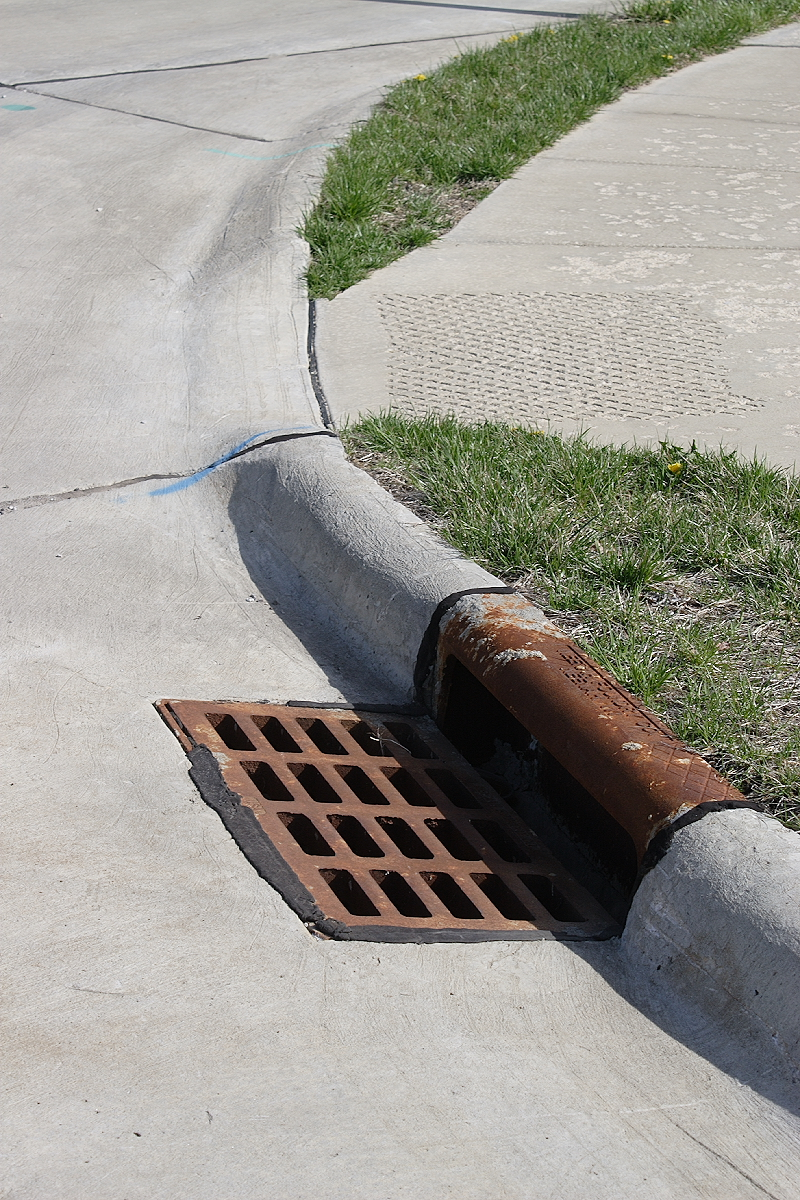
Un cordolo moderno, con cunetta per lo scolo, caditoia, e rampa di accesso tra la carreggiata e il marciapiede

Il cordolo di un marciapiede ad esempio può sporgere per 10cm ma essere alto 20cm, quindi annegato per 10cm, per meglio sostenere il marciapiede. Il cordolo del marciapiede, specie nelle zone urbane, ha la faccia esposta perpendicolare o quasi al manto stradale, per facilitare la salita e la discesa dei pedoni e ostacolare la salita dei veicoli. Dove è necessario o desiderato l'accesso al marciapiede ai veicoli, come nei passi carrai, o dove si cerca di agevolare carrozzine, passeggini e disabili, ad esempio in corrispondenza di un attraversamento pedonale, il cordolo viene interrotto per creare delle rampe.
Nelle strade extraurbane il cordolo ha la faccia esposta inclinata, in modo che sia percorribile dalle auto, ma tenda a riportarle in carreggiata. Il cordolo trova largo impiego nelle rotatorie e negli spartitraffico. 

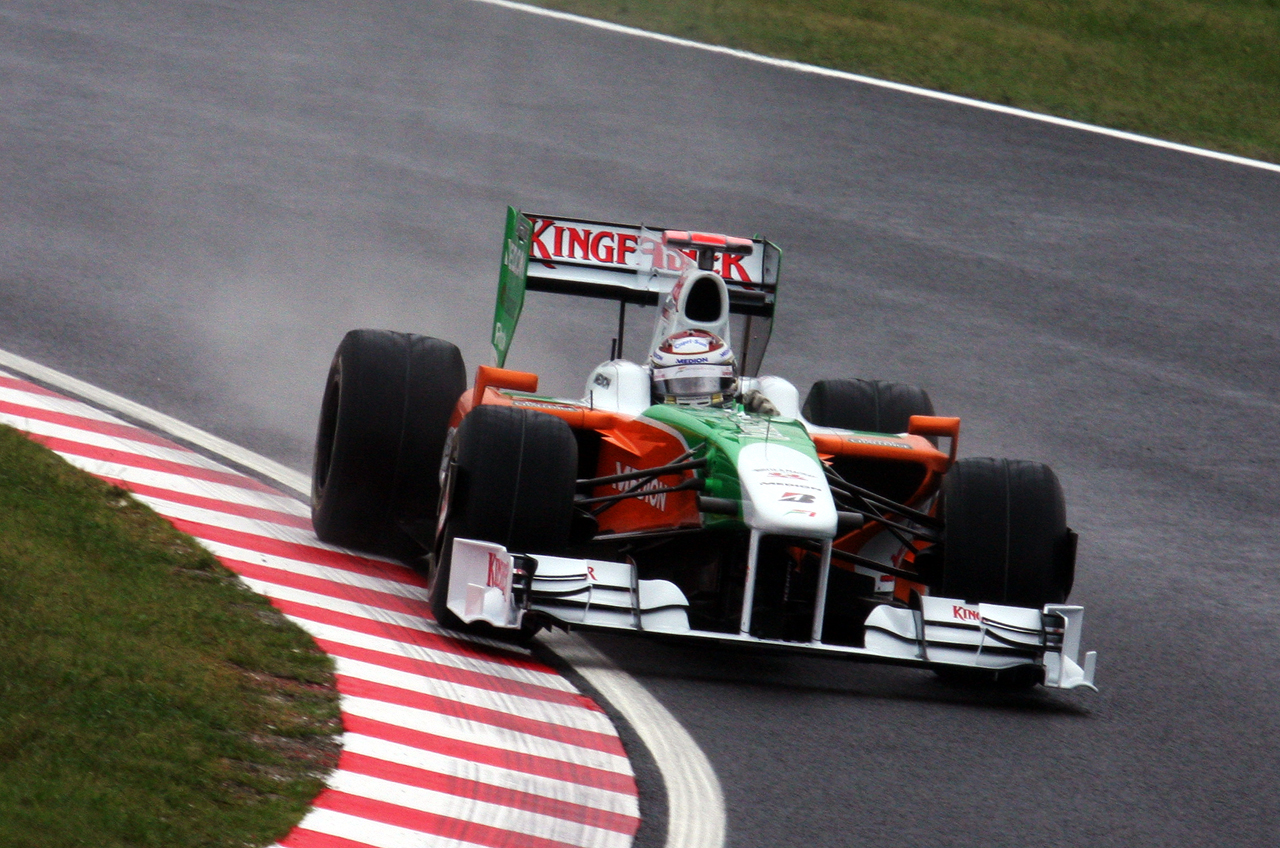
Cordolo sul circuito di Suzuka

Il cordolo nell'autodromo viene segnalato con colori vivaci, tipicamente bianco e rosso.